# حمض الزرنيخوز
 حمض الزرنيخوز مركب كيميائي له الصيغة H3AsO3، والتي يمكن كتابتها على الشكل As(OH)3.  يوجد هذا المركب فقط في المحاليل المائية، ولا يمكن عزله كمادة نقية خالصة. تسمى أملاح حمض الزرنيخوز بالزرنيخيت.

## الخواص
- حمض الزرنيخوز حمض ضعيف [4] حيث أن ثابت تفكك الحمض بالنسبة للبروتون الأول 9.23، أما للثاني فيبلغ 13.52، بحيث أنه بالكاد يلون ورقة عباد الشمس باللون الأحمر. في الأوساط القاعدية فإن حمض الزرنيخوز يشكل ملح الزرنيخيت الموافق:

H3AsO3 + 3OH- → AsO33- + 3H2O
ففي حال استخدام هيدروكسيد البوتاسيوم يتشكل زرنيخيت البوتاسيوم على سبيل المثال.

## التحضير
يحضر حمض الزرنيخوز من حلمهة أكسيد الزرنيخ الثلاثي:
As2O3 + 3H2O → H3AsO3

## اقرأ أيضاً
- زرنيخيت
- حمض الزرنيخيك